# روي سميث (لاعب كرة قاعدة)
روي سميث (بالإنجليزية: Roy Smith)‏ هو لاعب كرة قاعدة أمريكي، ولد في 18 مايو 1976 في سانت بيترسبرغ في الولايات المتحدة.

## وصلات خارجية
- روي سميث على موقعبيزبول رفرنس.كوم (الدوري الرئيسي) (الإنجليزية)